# Staggia (Arno)
Der Staggia ist ein Fluss mit zirka elf Kilometern Länge im Casentino (Provinz Arezzo) in der Region Toskana in Italien, der bei Stia, einem Ortsteil der Gemeinde Pratovecchio Stia, in den Arno mündet.

## Verlauf
Der Fluss entspringt nahe dem Monte Gabrendo (1536 m) und fließt hauptsächlich durch den Nationalpark Foreste Casentinesi. Vor Gaviserri tritt zunächst von rechts der Gorgone ein, dann passiert er Gaviserri und Ponte Biforco, wo ebenfalls von rechts der Oja hinzufließt. Danach gelangt er nach Papiano, wo sich ab dem 18. Jahrhundert mehrere Papierfabriken am Fluss ansiedelten. Von hier gelangt er nach Stia, wo er zunächst die alte Wollfabrik, die vom 19. Jahrhundert bis 1985 aktiv war und heute ein Museum ist, erreicht und von dort ins Ortszentrum gelangt, bevor er hinter Stia als linker Nebenfluss in den Arno mündet.
Der Ortsname der Gemeinde Stia ist eine Ableitung aus dem Flussnamen Staggia, der über Staia, einer alten Maßeinheit zum Wiegen von Getreide ähnlich dem Star, zu Stia wurde.

## Bilder

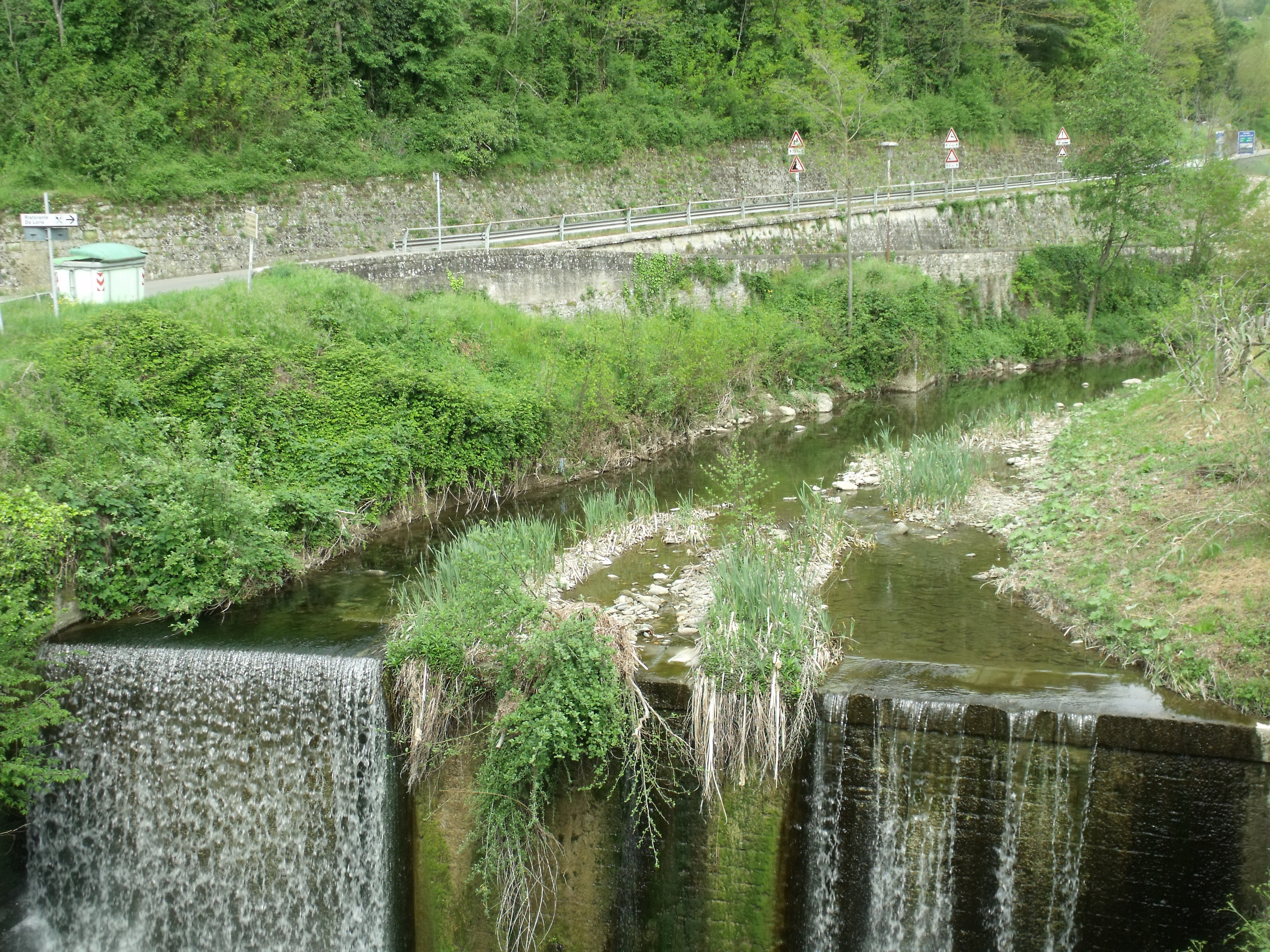
Der Staggia kurz vor Stia
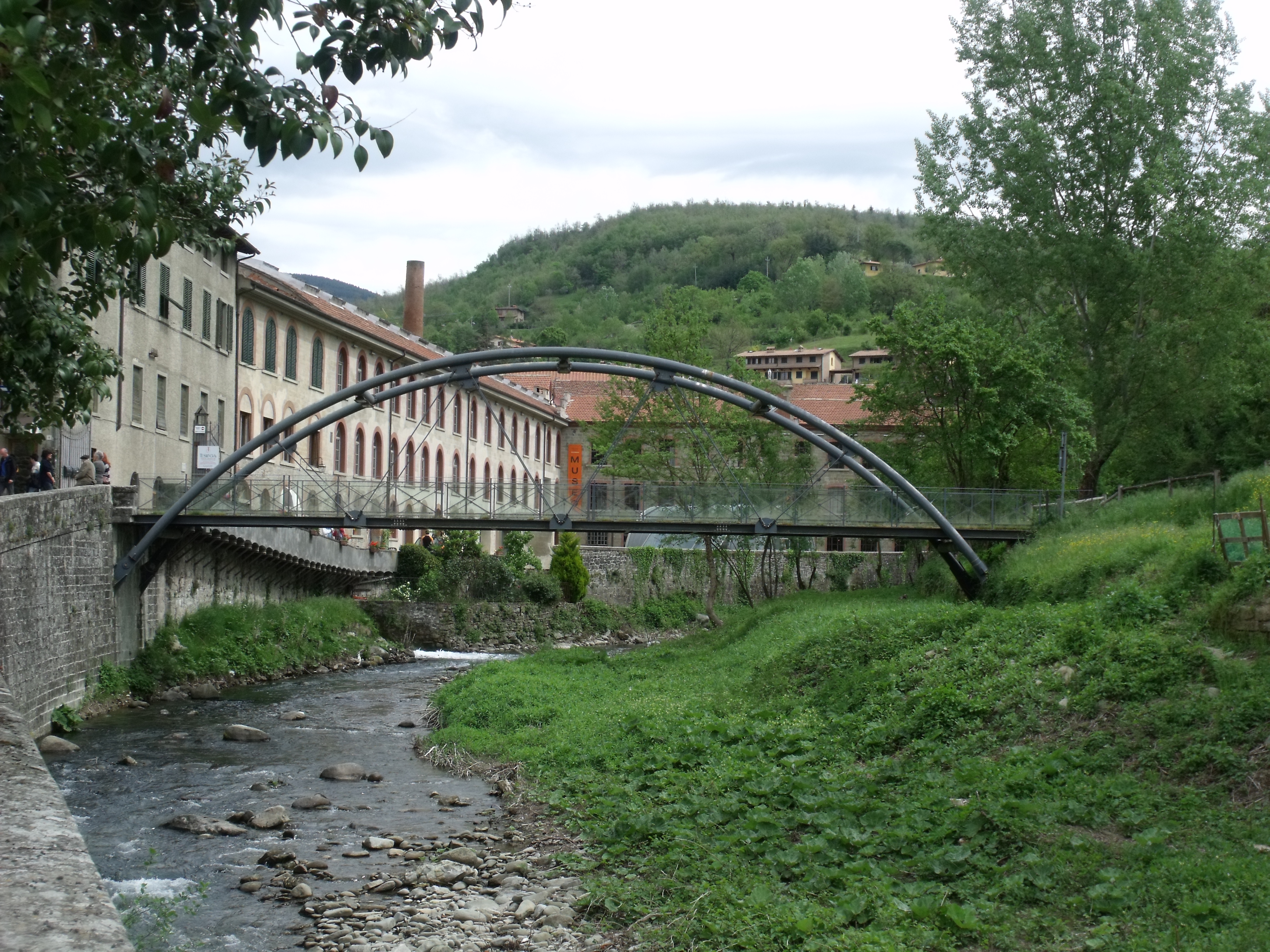
Der Staggia nahe der ehemaligen Wollfabrik in Stia
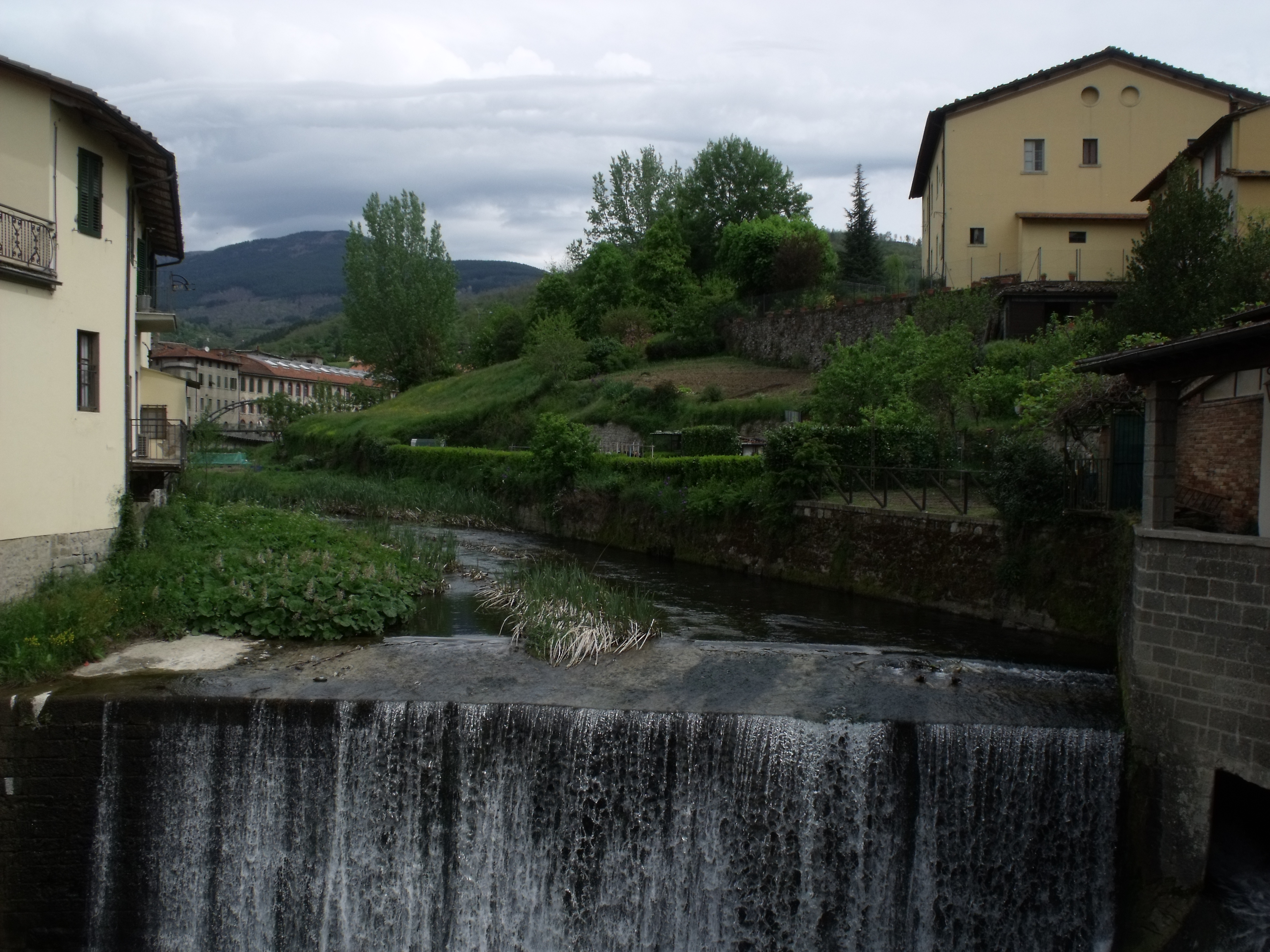
Der Staggia im Ortskern von Stia
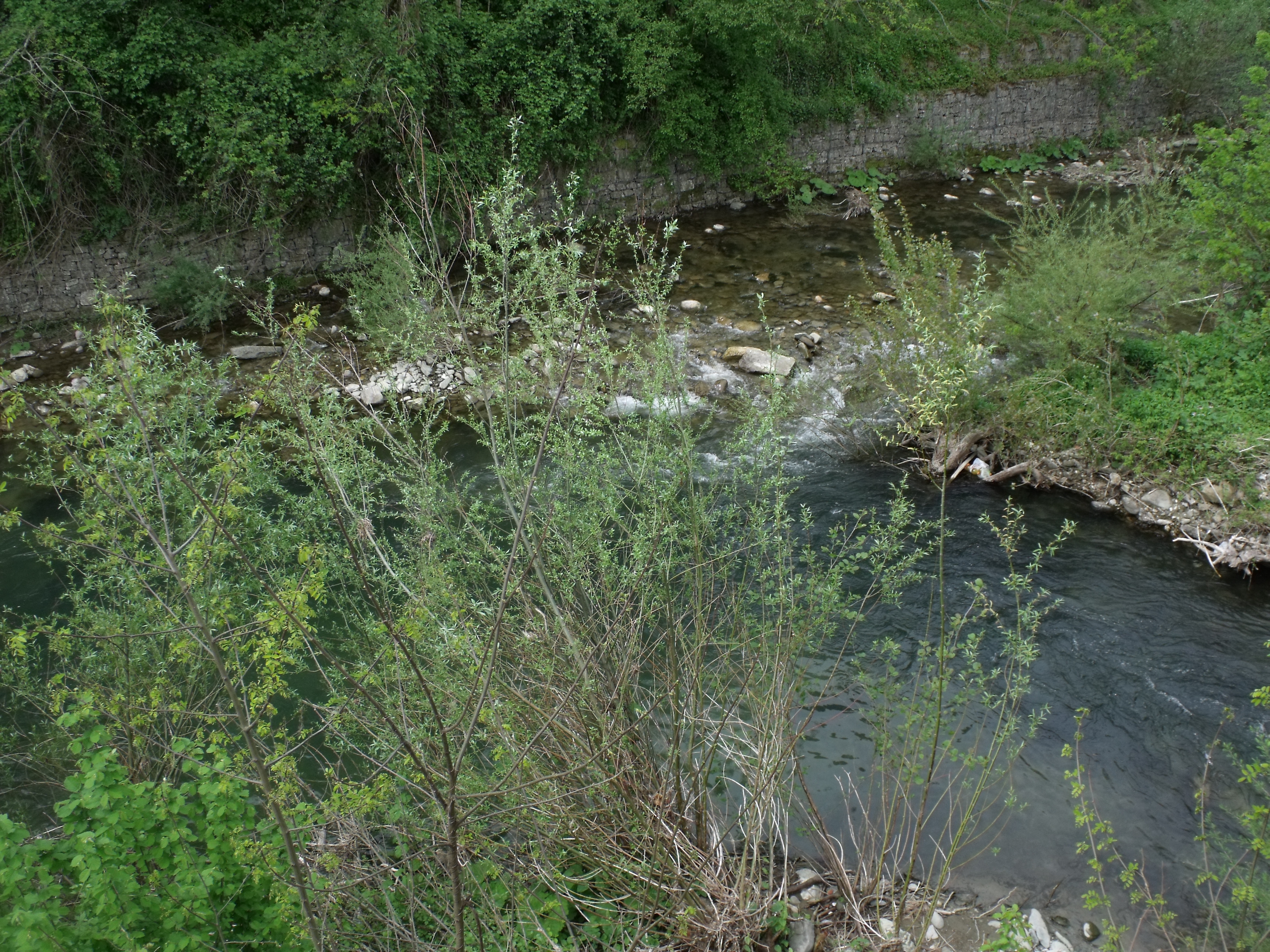
Der Staggia (unten) fließt dem Arno hinter Stia zu